# Margarethe Cammermeyer

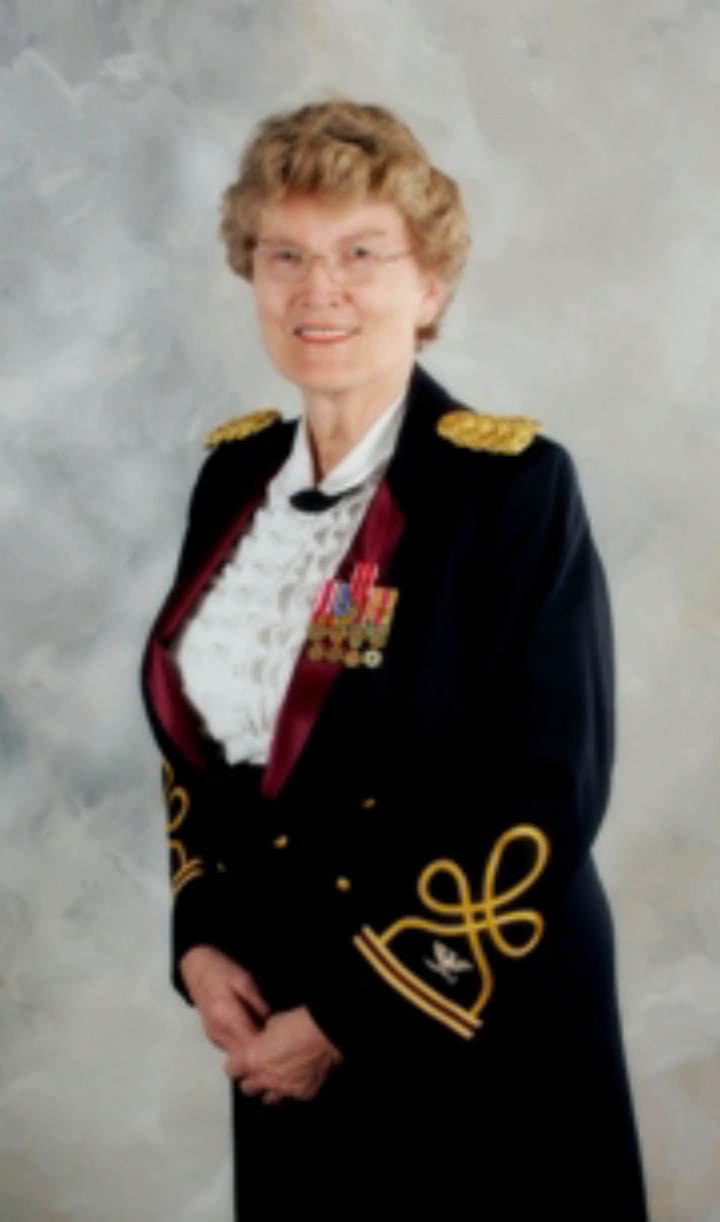
Margarethe Cammermeyer

Margarethe Cammermeyer (* 24. März 1942 in Oslo, auch bekannt unter dem Namen Grethe Cammermeyer) ist eine ehemalige Soldatin der United States National Guard und Lesben-Aktivistin.

## Kindheit und Jugend
Schon vor ihrer Geburt wurde Norwegen im April 1940 durch die deutsche Wehrmacht besetzt. Ihre Eltern waren beim Widerstand aktiv und ihre Mutter versteckte Waffen unter ihrer Matratze und benutzte sie als Tarnung. Sie wuchs so unter Leuten auf, die ihr Leben aufs Spiel setzten für das, was sie unter Freiheit verstanden. Ihr Vater war der erste Norweger, welcher im Rahmen des Rockefeller Fellowships 1946 eine Ausbildung in den Vereinigten Staaten erhielt. Die Familie lebte währenddessen neun Monate in Boston, kehrte aber nach Norwegen zurück.
1951 emigrierte die Familie endgültig und zog nach Washington, D.C. Mit 17 begann sie ihre College-Ausbildung an der University of Maryland in Baltimore und 1960 erhielt sie die amerikanische Staatsbürgerschaft. 1961 meldete sich Cammermeyer zur United States Army und absolvierte das Army Student Nurse Program. Ihre Ausbildung schloss sie 1963 als Krankenschwester mit einem Bachelor of Science in Nursing ab.

## Leben
Sie trat nun als Leutnant des Army Nurse Corps ihren aktiven Dienst an. Im Fort Sam Houston in Texas erhielt sie ihre militärische Ausbildung. Später Stationen waren das Martin Army Hospital im Fort Benning in Georgia und ein längerer Aufenthalt in Nürnberg. Dort lernte sie ihren Mann kennen und heiratete. Nach Deutschland wurde sie mit ihrem Mann im Fort Lee stationiert und 1967 wurde sie in das Militärhospital in Long Binh in Vietnam entsandt. Dort war sie sechs Monate Oberschwester der allgemeinen Krankenstation und acht Monate als Oberschwester in der neurochirurgischen Intensivstation tätig. Danach zog sie mit ihrem Mann nach Seattle und musste das Militär verlassen als sie 1968 schwanger wurde, da weibliche Militärangehörige keine abhängigen Familienangehörige haben durften. Als 1972 die Regelung geändert wurde, trat sie wieder in den Militärdienst ein und erreichte 1987 den Rang eines Colonel (Oberst).
Nach 15 Jahren Ehe und vier Söhnen trennte sie sich ihrem Mann. Es gab Probleme in der Beziehung, die sie zuerst nicht verstand. Während dieser Zeit gab es gelegentlich Impulse Suizid zu begehen. Sie erlebte ihr Coming-out und ihr wurde bewusst, dass sie lesbisch war. 1988 lernte sie ihre neue Partnerin Diane Divelbess (* 1935) kennen, welche Künstlerin und Universitätsprofessorin an der California State Polytechnic University, Pomona war. Erst da wurde ihr bewusst, warum sie eine Abneigung gegen Intimitäten mit Männern hatte. Im selben Jahr akzeptierte Cammermeyer die Position als leitende Krankenschwester der Nationalgarde des Bundesstaates Washington. Während eines Interviews anlässlich der Sicherheitsüberprüfung um eine Freigabe für Geheimhaltungsstufe Top Secret zu erhalten, wurde sie gefragt, ob sie homosexuell ist und sie antwortete wahrheitsgemäß „Ich bin eine Lesbe“. Dies war noch vor der später üblichen „Don’t ask, don’t tell“-Politik.
Nach ihrem Outing wurde Cammermeyer 1992 unehrenhaft vom Militär entlassen. Im Jahre 1994 wurde ihre unehrenhafte Entlassung aus dem aktiven Dienst und das Verbot von Homosexuellen im US-Militär durch Richter Thomas Zilly vom Federal District Court in Seattle für verfassungswidrig erklärt. Nach diesem Urteil kehrte Cammermeyer bis zu ihrer Pensionierung im Jahre 1997 zur Nationalgarde zurück. Nach ihrer Pensionierung kandidierte Cammermeyer für den US-Kongress. Sie verlor gegen ihren Mitkandidaten, den Republikaner Jack Metcalf.
Bekannt wurde Margarethe Cammermeyer durch die Verfilmung ihre Geschichte für das Fernsehen. Im Film die Cammermeyer’s Story, Serving in Silence wurde Margarethe Cammermeyer von Glenn Close gespielt. Der Film gewann drei Emmys und einen GLAAD Award. Das schwierigste für Cammermeyer bei diesem Projekt war es einen Teil ihrer Privatsphäre aufzugeben, aber er hatte auch persönliche positive Auswirkungen. Ihre Söhne, zum Sendezeitpunkt zwischen 19 und 27, verstanden auf diesem visuellen Weg, was ihre Mutter durchgemacht hatte.
Sie lebt mit ihrer Partnerin in einem Haus auf Whidbey Island in der Nähe von Seattle.